# 仓吉周威古
仓吉周威古（1885年—？）蒙古族，籍贯不详，藏传佛教格鲁派喇嘛。

## 生平
仓吉周威古生于1885年。后来，他担任章嘉活佛的大堪布。
1938年6月，仓吉周威古出任第一届国民参政会参政员。